# Tim Kelleher
Pour les articles homonymes, voir Kelleher.
Ne doit pas être confondu avec le bassiste Tim Kelleher.
Tim Kelleher est un acteur, réalisateur, producteur et scénariste américain né à New York (États-Unis).

## Biographie
Tim Kelleher est né à New York, où il étudia l'art dramatique, et fonda avec des amis une compagnie de théâtre appelée the Colony Theatre. La carrière de Tim Kelleher inclut de nombreux rôles dans des séries télévisées, notamment dans Dark Skies, NCIS : Enquêtes spéciales, New York Police Blues, Star Trek... On a pu également le voir jouer dans une vingtaine de films à succès, comme Independence Day, Négociateur, Dernier Recours, et récemment Les Associés. En 2000, Tim Kelleher a réalisé un court métrage, The Skell, mettant en scène ses amis et collègues John Coestelloe, Paul Giamatti, Joe Gannascoli et David Morse.
Tim Kelleher prépare actuellement une thèse en théologie.

## Filmographie

### Cinéma
- 1988 : The Understudy: Graveyard Shift II : Duke / Larry
- 1989 : Black Rain : Bobby
- 1991 : Chérie, ne m'attends pas pour dîner (Late for Dinner) : Man at Catering Truck
- 1992 : Malcolm X : Cop at Harlem Station
- 1993 : Les Tortues Ninja 3 (Teenage Mutant Ninja Turtles III) : Raphael's Voice (voix)
- 1994 : Terminal Velocity : Jump Junkie #1
- 1995 : Opération Dumbo  (Operation Dumbo Drop) : C-123 Pilot
- 1995 : Clockers : Narc #2
- 1995 :  Excès de confiance (Never Talk to Strangers) : Wabash
- 1996 : Birdcage (The Birdcage) : Waiter in Club
- 1996 : Ultime décision (Executive Decision) : Bulldog
- 1996 : Independence Day : Technician
- 1998 : L'Enjeu (Desperate Measures) : Pilote d'hélicoptère
- 1998 : Négociateur (The Negotiator) : Argento
- 1999 : Fausse Donne (Made Men) : Deputy Conley
- 2000 : Treize jours (Thirteen Days) : Ted Sorensen
- 2003 : Les Associés (Matchstick Men) : l'évêque
- 2009 : Sept vies : Stewart Goodman
- 2010 : Inception :  de Christopher Nolan

### Télévision
- 1993 : Love, Lies & Lullabies
- 1993 : A Family Torn Apart : Det. Cahill
- 1995 : Pilotes de choix (The Tuskegee Airmen) : Lt. Wesley (B-17)
- 1996 : Dark Skies : L'impossible vérité
- 1996 : Apollo 11 : Booster
- 1998 : Le Parfum du succès (The Garbage Picking Field Goal Kicking Philadelphia Phenomenon) : réalisation
- 1999 : Dangereuse révélation (A Murder on Shadow Mountain) : Wayne Kennedy
- 2000 : Meat Loaf: To Hell and Back : David Sonenberg
- 2004 : NCIS : Enquêtes spéciales, (saison 1, épisodes 16-18-19) : Agent Christopher Pacci
- 2005 : Esprits criminels (saison 1, épisode 3) : Adrian Bale
- 2012 : Fringe (saison 4, épisode 12) : Cliff Hayes
- 2015 : Supernatural (saison 11, épisode 20) : Sheriff Macready
- 2023 : The Night Agent : Jim Wilson, parrain de Peter et journaliste

### Comme scénariste
- 2013 : Match retour (Grudge Match) de Peter Segal

## Référence
- (en) www.timkelleher.co.nr  The Tim Kelleher Homepage